# Castillo de la Magione

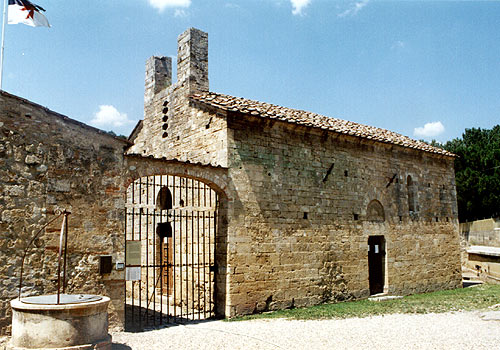
Spedale di san Giovanni in Jerusalem alla Magione

El castillo de la Magione (Castello della Magione en italiano) situado en Poggibonsi, Italia, (Provincia de Siena) es un complejo monumental de la Edad Media pertenecía a los Caballeros Templarios y conservado hasta nuestros días. El castillo es conocido también con el nombre de magione di San Giovanni al Ponte, o spedale di san Giovanni in Jerusalem alla Magione.
El castillo es ahora el hogar de capitán de la Milicia del Templo - Orden de los pobres Caballeros de Cristo.

## Historia
El Castillo encuentra en la margen derecha del río Staggia, frente al puente antiguo Bonizio, a unos 3 kilómetros del centro de la ciudad de Poggibonsi. Se trata de una antigua iglesia y otro de un hospital de peregrinos en la Vía Francígena.
El complejo está fechada a principios del siglo XII y que originalmente perteneció a los Caballeros Templarios. Cuando la orden fue suprimida en 1312, pasó a los hospitalarios, que detennero hasta 1752. Más tarde, el hospital fue dado en usufructo a diferentes propietarios, incluidos los principios Corsini. Con la supresión de la Orden de Malta (1799), propiedad que perteneció al complejo fueron confiscados por la tierra (1817). En 1866 la familia Corsini vendió la iglesia y otros edificios, conservando el usufructo. En los años de los daños después del complejo se volvió menos importante y se redujo a la granja, el sufrimiento continuo y considerable a las estructuras, debido a las frecuentes inundaciones del arroyo cercano Staggia. La iglesia fue cerrada en 1822.
En 1942 y 1969 se hicieron algunos intentos de recuperación. En 1979 el complejo fue comprado por el conde Marcello Alberto Cristofani, que dio como patrimonio y como Sede del Magisterio, a la Milicia del Templo - Orden de los Pobres Caballeros de Cristo, que él fundó. Así que hay que llevó el proyecto de restauración, que trajo el complejo a su estado original.